# Özcan Arkoç
Özcan Arkoç, né le 2 décembre 1939 à Hayrabolu en Turquie et mort le 17 février 2021, est un ancien joueur et entraîneur de football turc. 
Il compte neuf sélections en équipe nationale entre 1958 et 1965.

## Biographie

### Carrière de joueur
Avec le club de Fenerbahçe, il remporte deux titres de champion de Turquie, et joue 6 matchs en Coupe d'Europe des clubs champions.
Avec le club de Hambourg, il dispute 159 matchs en Bundesliga, et atteint la finale de la Coupe d'Europe des vainqueurs de coupe en 1968.

### Carrière internationale
Özcan Arkoç compte neuf sélections avec l'équipe de Turquie entre 1958 et 1965. 
Il est convoqué pour la première fois par le sélectionneur national Leandro Remondini pour un match amical contre la Belgique le 26 octobre 1958 (1-1). Il reçoit sa dernière sélection le 19 avril 1965 contre le Portugal (défaite 1-0). 
Lors de l'année 1962, il porte une fois le brassard de capitaine de la sélection nationale turque.

### Carrière d'entraîneur
Le 28 octobre 1977, Özcan Arkoç est nommée entraîneur du Hambourg SV, devenant le premier entraîneur turc d'une équipe de Bundesliga. 

## Palmarès
- Avec le Fenerbahçe :
  - Champion de Turquie en 1959 et 1961

- Avec l'Austria Vienne :
  - Vainqueur de la Coupe d'Autriche en 1967

- Avec le Hambourg SV :
  - Finaliste de la Coupe d'Europe des vainqueurs de coupe en 1968